# Virus del Nilo Occidental
El virus del Nilo Occidental (abreviado WNV, del inglés West Nile virus) es un virus que provoca la fiebre del Nilo Occidental. Esta enfermedad es una flavivirosis de origen africano subsahariano que produce encefalitis en equinos y también en humanos, pudiendo afectar también a las aves, quienes actúan como su reservorio natural.
Este virus se aisló por primera vez en Uganda en 1937. A partir de entonces comenzó a aislarse en otras zonas de África, Oriente Medio, India, Australia y Europa. En 1999 se aisló por primera vez en Norteamérica, donde ha producido una gran mortandad tanto en équidos, como en aves, y especialmente en humanos (971 muertes en 2019 en Estados Unidos según el CDC). En 2002 emergió un nuevo genotipo (WN02) en Norteamérica, que desplazó al anterior, ya que es más eficiente a la hora de diseminarse. A partir de entonces han emergido otros genotipos, dando lugar a encefalitis de mayor gravedad en équidos, aves y humanos.
El WNV crece y se propaga de un ave a otra a través de mosquitos infectados. Si los mosquitos infectados con el virus pican a los caballos o a los humanos, el animal o la persona pueden enfermarse.
Existen varias especies de culícidos que pueden transmitir el virus. Una de las más importantes es el Culex pipiens.
El WNV puede propagarse en algunas ocasiones por otros medios. Por ejemplo, el WNV puede transmitirse a los humanos durante las transfusiones sanguíneas y trasplantes de órganos provenientes de donantes infectados. Asimismo, es posible que las mujeres embarazadas o lactando que se encuentren infectadas puedan transmitir el virus a sus bebés. Debido a su improbabilidad y al desconocimiento actual acerca de este riesgo y al hecho de que la lactancia tiene beneficios evidentes y perfectamente establecidos, no se recomienda que la madre deje de amamantar a su hijo. 
No hay evidencia de que una persona pueda infectarse con el WNV tocando aves infectadas vivas o muertas. Aun así, deben tenerse precaución al manejar animales muertos, incluyendo a las aves. Si necesita mover o deshacerse de un ave muerta, use guantes o una pala para moverlo y colocarlo dentro de dos bolsas de plástico (una dentro de la otra). Los caballos infectados con WNV no pueden transmitir directamente la enfermedad a los humanos.

## Etiología
El virus del Nilo Occidental (WNV) pertenece al género Flavivirus de la familia Flaviviridae. Presenta morfología redondeada con una nucleocápside de simetría icosaédrica rodeada por una envoltura lipídica. Posee un genoma constituido por una única cadena de ARN de polaridad positiva de aproximadamente 12 000 nucleótidos. El genoma codifica siete proteínas no estructurales (NS1, NS2A, NS2B, NS3, NS4A, NS4B y NS5) y tres estructurales: cápside (C), premembrana/membrana (prM/M) y envoltura (E). La proteína E es el principal determinante antigénico del virus, siendo el dominio III el objetivo de los anticuerpos neutralizantes del hospedador.
Filogenéticamente se clasifican en 7 linajes, siendo el 1 y 2 los más importantes. El linaje 1 incluye las cepas más patógenas, distribuidas por Europa, África, Oriente Medio, India, América y Australia. El linaje 2 contiene cepas que circulan en el sur de África y Madagascar, así como en Europa.

## Epidemiología

### Reservorio
Hay dos ciclos epidemiológicos: el ciclo enzoótico, en el que el virus circula entre las aves y los mosquitos; y el ciclo epizoótico, en el que infecta además a las personas y a los caballos. Las aves silvestres son el reservorio natural del WNV en los que se desarrollan altas viremias durante un tiempo relativamente largo (2-7 días). Aunque las aves rapaces presentan la mayor mortalidad en Europa a causa de esta enfermedad, no son buenos reservorios. Las especies pertenecientes a la familia Paserinae (gorriones, pinzones), y a la familia Corvidae (cuervos, arrendajos y urracas), presentan menor mortalidad pero son los reservorios más importantes.
Estos reservorios son los responsables del mantenimiento del ciclo enzoótico de la infección y se asocia principalmente a zonas húmedas. Las aves migratorias tienen un papel muy importante en la dispersión local y entre zonas muy separadas entre sí geográficamente. Tanto las personas como los caballos presentan una viremia de muy corta duración por lo que prácticamente no tienen importancia como reservorios de la infección.
Si bien tanto los humanos como los caballos se consideran hospedadores accidentales y, por tanto, carecen de importancia como reservorios, los caballos infectados actúan como animales centinela, alertando rápidamente de la presencia de virus.

### Contagio

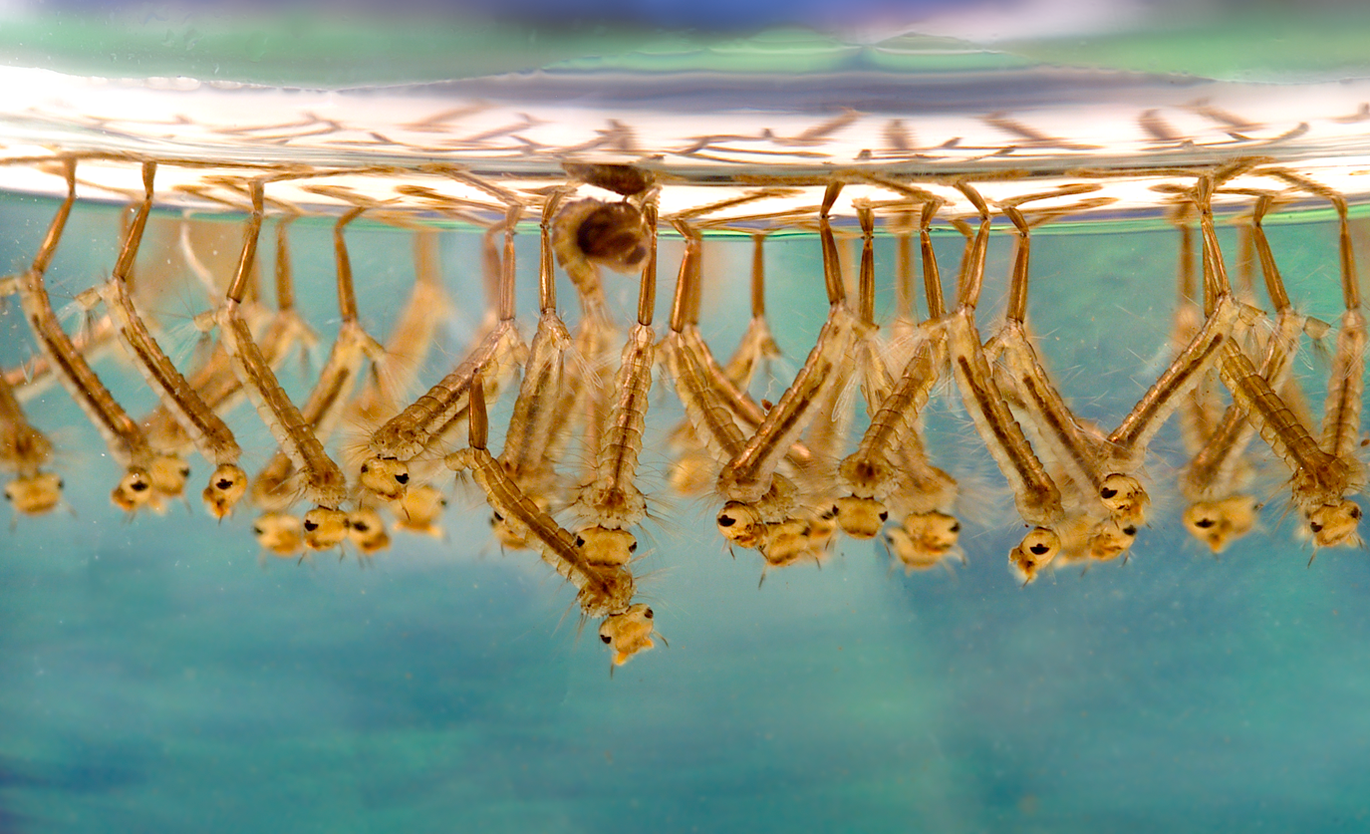
Larvas de mosquitos del género Culex. Como se puede ver en la foto, las larvas pueden formar grupos compactos en aguas estancadas.

El contagio se produce normalmente mediante la picadura de mosquitos ornitofílicos del género Culex (C. pipiens, C. quinquefasciatus, C. nigripalpus, C. tarsalis), que son los mosquitos que mantienen el verdadero ciclo enzoótico de la infección en la naturaleza. En Europa, los principales vectores son Culex pipiens, Cx. modestus y Coquillettidia richiardii.
El genoma de este mosquito ha sido secuenciado recientemente, por lo que, siguiendo este modelo, los científicos podrán establecer qué genes están implicados en el proceso de transmisión de la enfermedad. Para que un mosquito sea un vector competente ha de tener en las células de su intestino medio los receptores específicos que permitan al virus penetrar y replicarse en su interior, y ser capaz posteriormente de conducirlo a las glándulas salivales, desde donde infectará a otro animal. 
Otras especies de mosquitos pueden actuar al final del verano como puentes epidemiológicos entre las aves y otras especies de animales. Tal es el caso del género Aedes y del Ochlerotatus, que se alimentan tanto de aves como de mamíferos, y que son los que desencadenan el ciclo epizoótico de la enfermedad. Dentro del mosquito se produce transmisión transestadial y transovárica, por lo que su mantenimiento invernal está asegurado. 
Se ha podido aislar el virus asimismo en garrapatas, aunque este hecho parece no tener ninguna relevancia epidemiológica. En los humanos, el virus se puede transmitir por lactación, a través de la placenta, por transfusiones, trasplantes de órganos y accidentes de laboratorio.
Existen diferencias importantes en cuanto al patrón epidemiológico de circulación del virus en América del Norte y en Europa, o incluso en México y el Caribe: a) el virus ha avanzado continua y rápidamente por toda América del Norte, mientras que en Europa ha quedado confinado a brotes localizados y no recurrentes; b) afecta a más seres humanos en la epidemia americana, y c) la patogenicidad en algunas especies de aves es muy superior a la observada en Europa. Estas diferencias pueden surgir de factores intrínsecos a la propia variante del virus que predomina en cada caso o bien a factores ambientales propios de cada zona. En relación con ello se ha constatado que Culex pipiens, tras hibridar con otras especies de mosquitos próximas filogenéticamente, ha dejado de ser exclusivamente ornitofílico para afectar a otras especies no aviares.

### Especiessensibles
Las principales especies afectadas en el ciclo epizoótico de la enfermedad son la humana y la equina, que son las únicas que padecen la enfermedad de forma natural. Otros hospedadores accidentales tales como gatos, perros, ovejas, cabras, ardillas, mofetas y conejos no tienen la importancia epidemiológica de las anteriores. Dentro de las aves, la infección varía en función de la especie, en Europa las aves más sensibles y que presentan mayor mortalidad son las rapaces, mientras que en Norteamérica son los córvidos. Las paseriformes son especialmente sensibles. En general, las galliformes son poco susceptibles a la enfermedad, no muestran signos clínicos, pero sí desarrollan viremia y producen anticuerpos.
La incidencia mayor se produce entre las aves desde mediados de verano a principios de otoño, y en los humanos y los equinos algo retrasados a la anterior.

### Distribución

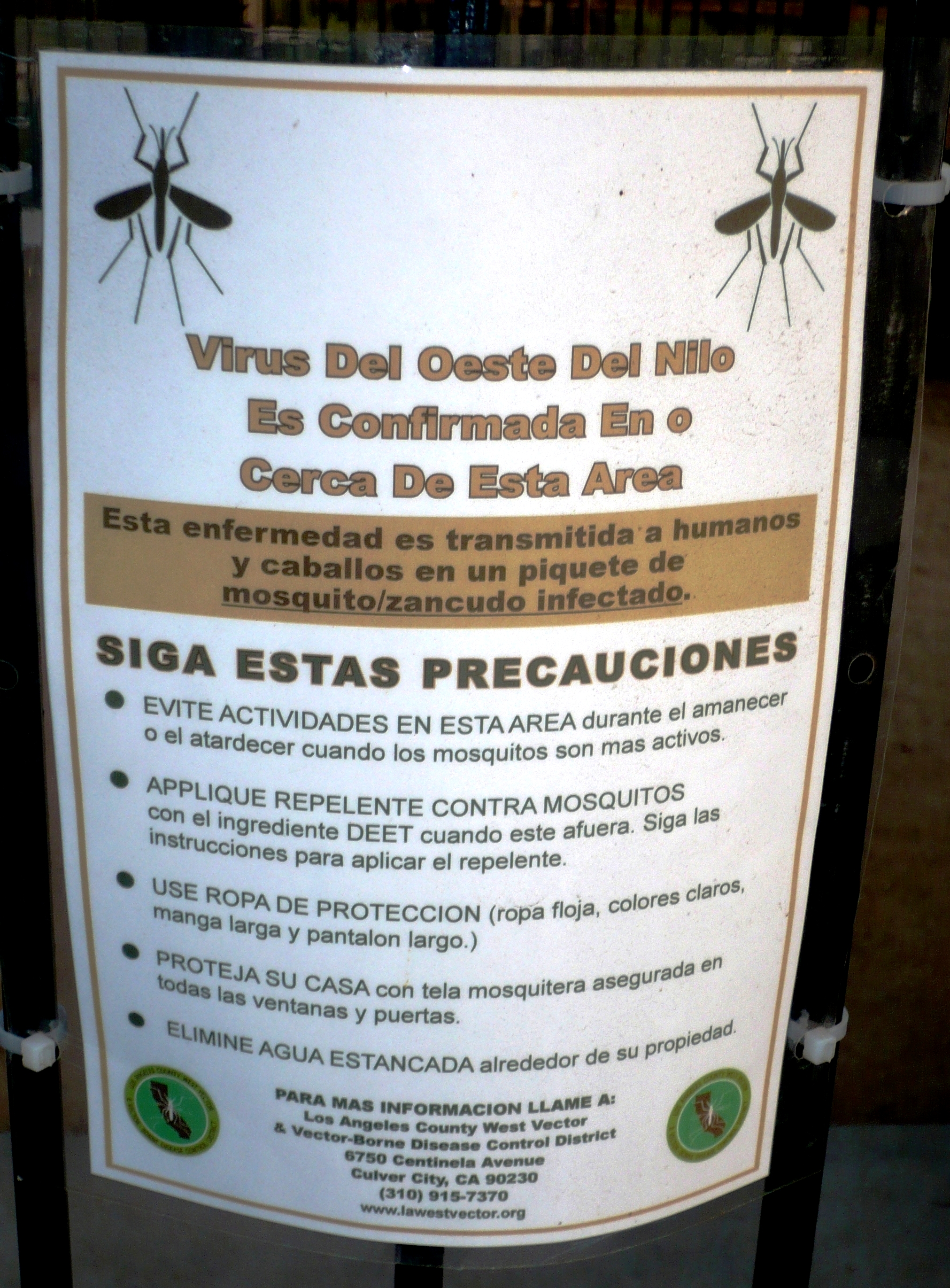
Aviso del Virus del Nilo Occidental en Los Ángeles.

El virus del Nilo Occidental fue aislado por primera vez en 1937 en Uganda. Actualmente se encuentra distribuido por África, Europa, Australia, Oriente Medio, India y Norteamérica.
En la península ibérica la mayoría de los casos se dan en el sur y en zonas de humedales donde hay mayor abundancia de aves migratorias y mosquitos.
En España hubo, en 2020 un gran brote con 77 afectados y ocho muertos en Andalucía y Extremadura. En 2023 fue hospitalizada una mujer en Barcelona.

## Patogenia
A la picadura del mosquito sigue una primera replicación en el lugar de inoculación y en los ganglios linfáticos subsidiarios, y una posterior viremia que lleva los virus al sistema fagocítico mononuclear (SFM) con una posible posterior localización en el SNC. La entrada en el SNC se ve favorecida por la colonización de los endotelios de la barrera hematoencefálica y una mayor duración de la fase virémica.
Las alteraciones producidas en el SNC se relacionan con la proliferación viral en la neurona y en la glía, la respuesta inmune citotóxica a las células infectadas, la inflamación perivascular difusa y la formación de nódulos microgliales. El WNV produce inflamación difusa del tálamo, el puente cerebral y la médula espinal proximal.

## Clínica
La mayoría de las infecciones con WNV no causan ningún tipo de síntomas. Las infecciones leves de WNV en humanos pueden causar fiebre, dolor de cabeza y del cuerpo, frecuentemente con sarpullido e inflamación de los ganglios linfáticos. En un pequeño porcentaje de personas infectadas por el virus, la enfermedad puede tener consecuencias serias e incluso mortales. Las infecciones más graves pueden causar: dolor de cabeza, fiebre alta, rigidez en el cuello, estupor, desorientación, coma, temblores, convulsiones, parálisis y en ocasiones la muerte. Las personas mayores de 50 años tienen mayor riesgo de desarrollar enfermedades más graves. 
En los caballos se desarrollan síntomas neurológicos caracterizados por obnubilación, anorexia, visión dificultosa, movimientos masticatorios en vacío, incapacidad para tragar, ataxia (extremidades muy separadas o cruzadas), contracciones musculares, parálisis parcial, desplazamientos en círculos y alteraciones de la conducta con periodos de hiperexcitabilidad seguidos de otros de depresión. El animal puede entrar en coma y morir. La fiebre no es constante.
En las aves la clínica depende en gran medida de su especie, si es migratoria o residente, y estado fisiológico. Suelen presentar signos inespecíficos con depresión, anorexia, deshidratación y plumaje deteriorado. En un 60% de los casos se pueden presentar convulsiones, y en menor medida ataxia, posición anormal de la cabeza, incoordinación de movimientos y desorientación. En rapaces es muy frecuente que se presenten alteraciones en la visión e incluso ceguera, habiendo visto que esta ceguera está asociada a una mayor replicación del virus en la retina con una inflamación ocular asociada.
En todas las especies afectadas, el virus puede persistir en el SNC durante mucho tiempo, produciendo o no secuelas neurológicas.

## Lesiones
Las lesiones que suele producir son degeneración neuronal y neuronofagia con neuritis de los nervios craneales y ópticos, mielitis y polirradiculitis, además de edema cerebral con petequias y sufusiones hemorrágicas. A veces aparecen también miocarditis, pancreatitis o hepatitis fulminantes, especialmente en aves. Produce cansancio, fatiga y sueño, estos son los síntomas más importantes.
En las aves no se encuentran lesiones patognomónicas a nivel macroscópico. El hallazgo más frecuente son hemorragias multiorgánicas, petequias, emaciación y deshidratación, aunque puede darse también esplenomegalia, hepatomegalia, palidez en bazo, riñones, miocardio e hígado. En rapaces se ha observado atrofia cerebral y malacia. A nivel microscópico se ha observado degeneración celular y necrosis, hemorragias e infiltrados linfo-histiocitarios. Las lesiones a nivel nervioso sólo se han descrito en rapaces, así como las lesiones a nivel ocular (aunque también se han descrito estas últimas en algunos cuervos de Norteamérica).
Se han observado diferencias en las lesiones en función del linaje al que pertenece el virus. En las infecciones por el linaje 1 predomina la nefritis, hepatitis y depleción linfoide del bazo; mientras que por el linaje 2 se observa mayoritariamente necrosis del miocardio y alteraciones a nivel hepático.

## Diagnóstico
- Clínico-epidemiológico-lesional: muy fácil de confundir con otras encefalitis del grupo. El diagnóstico definitivo debe realizarse siempre por métodos laboratoriales.
- Laboratorial: mediante aislamiento del virus o demostración de una elevación específica de los títulos de anticuerpos neutralizantes por medio de la prueba de inhibición de la hemoaglutinación en sueros pareados. Se puede utilizar también fijación del complemento y ELISA. El virus puede aislarse de los riñones, ojos, cerebro, piel, bazo, líquido cefalorraquídeo o sangre completa.

## Tratamiento y profilaxis
Las personas con infecciones leves de WNV con frecuencia se recuperan por sí mismas. Los médicos pueden ofrecer terapias de apoyo para las personas que tienen complicaciones más serias, como por ejemplo encefalitis o meningitis. Sin embargo, aproximadamente el 10% de las personas con infecciones graves de WNV mueren. 
No existe un tratamiento específico frente a la enfermedad, suministrándose exclusivamente tratamiento de mantenimiento a los animales afectados.
La forma más eficaz de combatir esta enfermedad es mediante una correcta profilaxis. Se debe hacer un control adecuado de vectores (mosquitos), así como limitar el movimiento de los équidos entre zonas para evitar crear nuevos focos de infección. En équidos se están utilizando vacunas atenuadas con gran éxito en Norteamérica.